# Joan Pinsach i Solé
Joan Pinsach i Solé   (Santa Pau, 1 d'abril de 1898 (Julià) - Girona, 22 d'octubre de 1939) fou un polític català, regidor i alcalde de Santa Pau durant la Guerra Civil espanyola (1936-1939).
Pagès de professió, la irrupció política de Pinsach tingué lloc durant la campanya per a les eleccions del Front Popular de 1936 i per la seva pertinença al sindicalisme agrari. En esclatar la Guerra Civil s'afilià a la Confederació Nacional del Treball (CNT), i en formar-se un nou consistori d'unitat antifeixista sota el nom de «Consell Municipal de Santa Pau», el 25 d'octubre de 1936, en fou designat conseller municipal en representació de la CNT, la presidència del qual s'assignà per torns, ocupant inicialment la comissió de proveïments. A partir de la Llei Municipal Catalana del Govern de la Generalitat que obligava a l'elecció d'un alcalde en fou elegit alcalde-president l'abril de 1937 amb nou vots a favor i un en blanc, càrrec que ocupà fins al gener de 1939
Els seus tres anys al capdavant de l'Ajuntament de Santa Pau significaren l'arribada de les classes populars al consistori i a altres organismes de poder local. Pinsach impulsà projectes de gran transcendència i rellevància seguint sempre la legislació vigent del període republicà: redistribució de terres, confiscació de propietats, col·lectivització de les diferents indústries, il·luminació de la Vila Vella, construcció d'infraestructures, i un ambiciós projecte de portada d'aigua potable a la vila.
Amb la victòria del bàndol franquista i amb la instauració del règim franquista fou detingut i empresonat a la presó provincial de Girona. Sotmès a un judici militar sumaríssim, fou condemnat a mort el 7 de juliol i executat el 22 d'octubre de 1939, essent enterrat a la fossa comuna del cementiri de Girona.